# Grand Prix Monaka 2015
Grand Prix Monaka 2015 (oficiálně Formula 1 Grand Prix de Monaco 2015) se jela na okruhu Circuit de Monaco v Monte Carlu v Monaku dne 24. května 2015. Závod byl šestým v pořadí v sezóně 2015 šampionátu Formule 1.

## Kvalifikace
| Poř.                       | No. | Jezdec           | Konstruktér             | Časy v kvalifikaci | Časy v kvalifikaci | Časy v kvalifikaci | Pořadí na startu |
| Poř.                       | No. | Jezdec           | Konstruktér             | Q1                 | Q2                 | Q3                 | Pořadí na startu |
| -------------------------- | --- | ---------------- | ----------------------- | ------------------ | ------------------ | ------------------ | ---------------- |
| 1                          | 44  | Lewis Hamilton   | Mercedes                | 1:16.588           | 1:15.864           | 1:15.098           | 1                |
| 2                          | 6   | Nico Rosberg     | Mercedes                | 1:16.528           | 1:15.471           | 1:15.440           | 2                |
| 3                          | 5   | Sebastian Vettel | Ferrari                 | 1:17.502           | 1:16.181           | 1:15.849           | 3                |
| 4                          | 3   | Daniel Ricciardo | Red Bull Racing-Renault | 1:17.254           | 1:16.706           | 1:16.041           | 4                |
| 5                          | 26  | Daniil Kvjat     | Red Bull Racing-Renault | 1:16.845           | 1:16.453           | 1:16.182           | 5                |
| 6                          | 7   | Kimi Räikkönen   | Ferrari                 | 1:17.660           | 1:16.440           | 1:16.427           | 6                |
| 7                          | 11  | Sergio Pérez     | Force India-Mercedes    | 1:17.376           | 1:16.999           | 1:16.808           | 7                |
| 8                          | 55  | Carlos Sainz Jr. | Toro Rosso-Renault      | 1:17.246           | 1:16.762           | 1:16.931           | PL               |
| 9                          | 13  | Pastor Maldonado | Lotus-Mercedes          | 1:17.630           | 1:16.775           | 1:16.946           | 8                |
| 10                         | 33  | Max Verstappen   | Toro Rosso-Renault      | 1:16.750           | 1:16.546           | 1:16.957           | 9                |
| 11                         | 8   | Romain Grosjean  | Lotus-Mercedes          | 1:17.767           | 1:17.007           |                    | 15               |
| 12                         | 22  | Jenson Button    | McLaren-Honda           | 1:17.492           | 1:17.093           |                    | 10               |
| 13                         | 27  | Nico Hülkenberg  | Force India-Mercedes    | 1:17.552           | 1:17.193           |                    | 11               |
| 14                         | 19  | Felipe Massa     | Williams-Mercedes       | 1:17.679           | 1:17.278           |                    | 12               |
| 15                         | 14  | Fernando Alonso  | McLaren-Honda           | 1:17.778           | 1:26.632           |                    | 13               |
| 16                         | 12  | Felipe Nasr      | Sauber-Ferrari          | 1:18.101           |                    |                    | 14               |
| 17                         | 77  | Valtteri Bottas  | Williams-Mercedes       | 1:18.434           |                    |                    | 16               |
| 18                         | 9   | Marcus Ericsson  | Sauber-Ferrari          | 1:18.513           |                    |                    | 17               |
| 19                         | 28  | Will Stevens     | MRT-Ferrari             | 1:20.655           |                    |                    | 18               |
| 20                         | 98  | Roberto Merhi    | MRT-Ferrari             | 1:20.904           |                    |                    | 19               |
| 107% času vítěze: 1:21.884 |     |                  |                         |                    |                    |                    |                  |
| Zdroj:                     |     |                  |                         |                    |                    |                    |                  |

Poznámky
1. ↑  Carlos Sainz Jr. musel kvůli nesplnění požadavku na váhu startovat z boxové uličky.
2. ↑  Romain Grosjean obdržel trest posunu o 5 míst vzad za neplánovanou výměnu převodovky.

## Závod
| Poř.   | No. | Jezdec           | Konstruktér             | Počet kol | Čas/Odstoupení | Pořadí na startu | Body |
| ------ | --- | ---------------- | ----------------------- | --------- | -------------- | ---------------- | ---- |
| 1      | 6   | Nico Rosberg     | Mercedes                | 78        | 1:49:18.420    | 2                | 25   |
| 2      | 5   | Sebastian Vettel | Ferrari                 | 78        | + 4.486        | 3                | 18   |
| 3      | 44  | Lewis Hamilton   | Mercedes                | 78        | + 6.053        | 1                | 15   |
| 4      | 26  | Daniil Kvjat     | Red Bull Racing-Renault | 78        | + 11.965       | 5                | 12   |
| 5      | 3   | Daniel Ricciardo | Red Bull Racing-Renault | 78        | + 13.608       | 4                | 10   |
| 6      | 7   | Kimi Räikkönen   | Ferrari                 | 78        | + 14.345       | 6                | 8    |
| 7      | 11  | Sergio Pérez     | Force India-Mercedes    | 78        | + 15.013       | 7                | 6    |
| 8      | 22  | Jenson Button    | McLaren-Honda           | 78        | + 16.063       | 10               | 4    |
| 9      | 12  | Felipe Nasr      | Sauber-Ferrari          | 78        | + 23.626       | 14               | 2    |
| 10     | 55  | Carlos Sainz Jr. | Toro Rosso-Renault      | 78        | + 25.056       | PL               | 1    |
| 11     | 27  | Nico Hülkenberg  | Force India-Mercedes    | 78        | + 26.232       | 11               |      |
| 12     | 8   | Romain Grosjean  | Lotus-Mercedes          | 78        | + 28.415       | 15               |      |
| 13     | 9   | Marcus Ericsson  | Sauber-Ferrari          | 78        | + 31.159       | 17               |      |
| 14     | 77  | Valtteri Bottas  | Williams-Mercedes       | 78        | + 45.789       | 16               |      |
| 15     | 19  | Felipe Massa     | Williams-Mercedes       | 77        | + 1 kolo       | 12               |      |
| 16     | 98  | Roberto Merhi    | MRT-Ferrari             | 76        | + 2 kola       | 19               |      |
| 17     | 28  | Will Stevens     | MRT-Ferrari             | 76        | + 2 kola       | 18               |      |
| Ret    | 33  | Max Verstappen   | Toro Rosso-Renault      | 62        | Kolize         | 9                |      |
| Ret    | 14  | Fernando Alonso  | McLaren-Honda           | 41        | Převodovka     | 13               |      |
| Ret    | 13  | Pastor Maldonado | Lotus-Mercedes          | 5         | Brzdy          | 8                |      |
| Zdroj: |     |                  |                         |           |                |                  |      |

## Průběžné pořadí po závodě
Pohár jezdců
|  | Pořadí | Jezdec           | Body |
|  | ------ | ---------------- | ---- |
|  | 1      | Lewis Hamilton   | 126  |
|  | 2      | Nico Rosberg     | 116  |
|  | 3      | Sebastian Vettel | 98   |
|  | 4      | Kimi Räikkönen   | 60   |
|  | 5      | Valtteri Bottas  | 42   |

Pohár konstruktérů
|  | Pořadí | Konstruktér             | Body |
|  | ------ | ----------------------- | ---- |
|  | 1      | Mercedes                | 242  |
|  | 2      | Ferrari                 | 158  |
|  | 3      | Williams-Mercedes       | 81   |
|  | 4      | Red Bull Racing-Renault | 52   |
|  | 5      | Sauber-Ferrari          | 21   |